# موزع أفلام

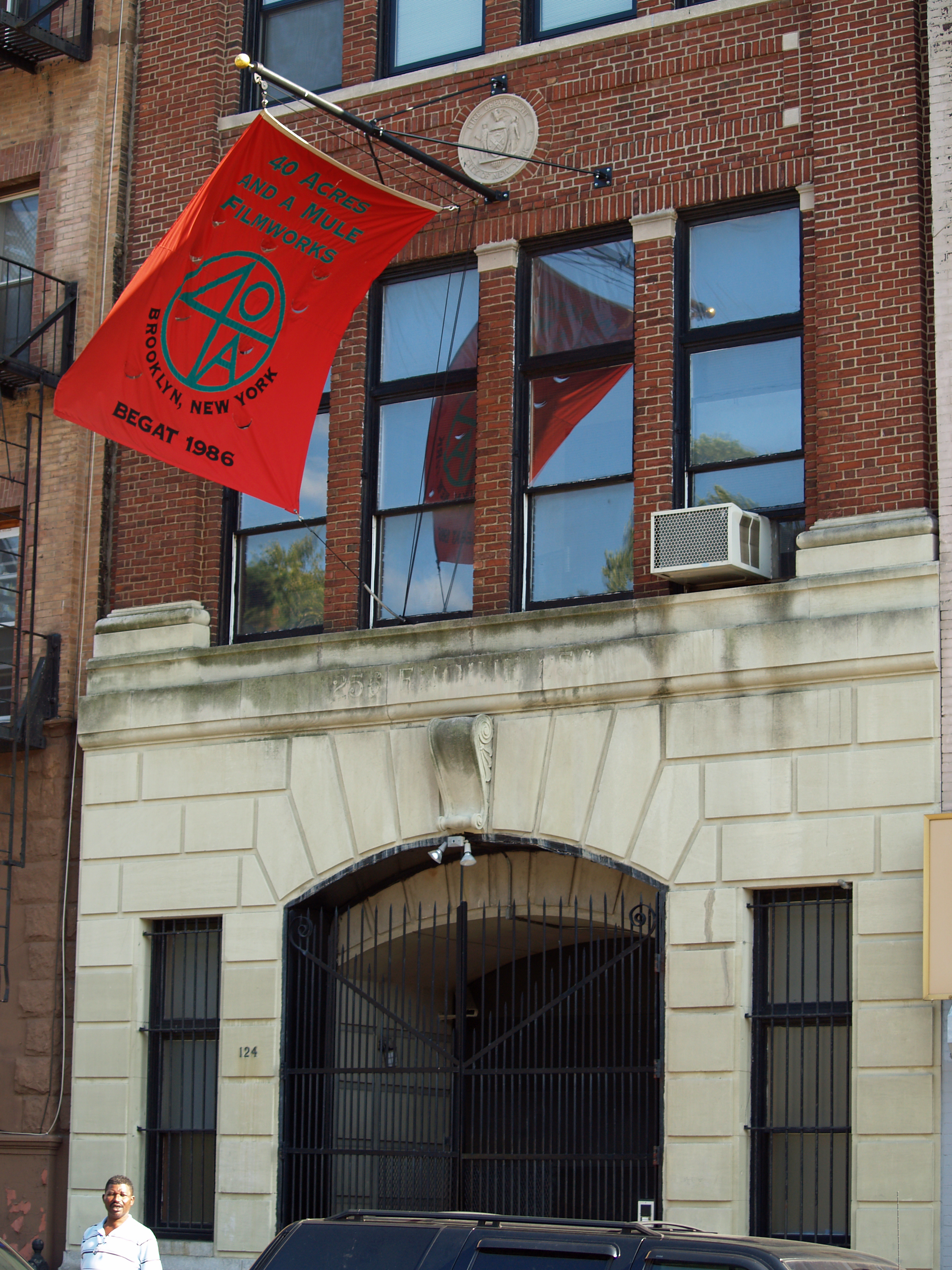
لأمير سعد عوده سعد العتيق

موزع الأفلام هو المسؤول عن تسويق الفيلم. قد تكون شركة التوزيع هي نفسها شركة الإنتاج أو مختلفةً عنها. تُعتبر صفقات التوزيع جزءًا مهمًا من تمويل الفيلم.

## التوزيع المسرحي
إذا كان الموزع يعمل مع عارض مسرحي ، فإن الموزع يؤمن عقدًا مكتوبًا ينص على المبلغ الإجمالي لمبيعات التذاكر التي يُسمح للعارض بالاحتفاظ بها (عادةً ما تكون نسبة من الإجمالي). يقوم الموزع بتحصيل المبلغ المستحق ، ومراجعة مبيعات تذاكر العارض حسب الضرورة للتأكد من دقة إجمالي المبلغ الذي أبلغ عنه العارض ، وتأمين حصة الموزع من هذه العائدات ، وتسليم جزء العارض إليه ، وإرسال الباقي إلى شركة الإنتاج (أو إلى أي [وسيط] آخر ، مثل وكيل إصدار الفيلم).